# Фролов, Андрей Владимирович (тяжелоатлет)
Андрей Владимирович Фролов (бел. Андрэй Уладзіміравіч Фралоў; род. 10 июня 2003 года) — белорусский тяжелоатлет, бронзовый призёр в отдельном упражнении «рывок» чемпионата Европы 2025 года.

## Карьера
В 2021 году на юниорском чемпионате мира в весовой категории до 67 кг с результатом 281 кг по сумме двух упражнений занял седьмое место в итоговом протоколе. В этом же году на юниорском чемпионате Европы в категории до 73 кг стал четвёртым с результатом 294 кг.
На чемпионате Европы в Кишинёве, в апреле 2025 года, в статусе нейтрального атлета завоевал малую бронзовую медаль в рывке в весовой категории до 81 кг с итоговым результатом 153 кг. В итоговом протоколе занял пятое место с результатом 333 кг по сумме двух упражнений.